# Aroa ochripicta
Aroa ochripicta är en fjärilsart som beskrevs av Moore 1879. Aroa ochripicta ingår i släktet Aroa och familjen tofsspinnare. Inga underarter finns listade i Catalogue of Life.